# Caddie (kundvagn)
Caddie är ett franskt företag som tillverkar butiksutrustning och har en stor tillverkning av kundvagnar. Företaget grundades 1928 och har fabriker i Frankrike, Portugal och Kina.